# World3
Модель World3 — це модель системної динаміки  для комп'ютерного моделювання взаємодії між собою населення, зростання промислового виробництва, виробництва продуктів харчування і обмежень в екосистемах землі. Ця модель була  створена і вперше використана у Римському клубі досліджень і  опублікована  у книзі «The Limits to Growth» (1972). Творцями моделі були Денніс Медоуз, керівник проекту, і група з 16 дослідників.:8
Модель була описана в книзі «Dynamics of Growth in a Finite World». Вона є доповненням до попередньої версій моделі  Джея У. Форрестера  World2. Після того  як  World3 було створено, у моделі було використано деякі хитрощі, щоб створити нову версію моделі -  World3/91,  яка була опублікована у книзі «Beyond the Limits». Пізніше її було покращено Інститутом політичних і соціологічних досліджень  до моделі World3/2000 і нарешті було створено модель World3/2004, яка описана в книзі «Limits to Growth: the 30 year update».
World3-це одна з декількох глобальних моделей, що були створені по всьому світу (Модель Месаровича/Пестеля, Модель Барілоче, Модель MOIRA, Модель SARU, Модель FUGI) і модель, яка  дає початок для створення і розвитку наступних моделей.

## Модель
Модель складається з декількох пов'язаних частин. Кожна з яких  взаємодіє з  різними системами моделі. Основні системи
- продовольча система, яка займається сільським господарством і виробництвом продуктів харчування
- промислова система
- система населення
- система невідновлюваних ресурсів
- система забруднення

### Сільськогосподарська система
Найпростішими корисними компонентами цієї системи є земля і добрива, які  використовуються для землеробства. Чим більше буде оброблено землі, тим більше буде вироблено продовольства. В контексті моделі, оскільки земля є обмеженим ресурсом і кількість промислової продукції, необхідної для виробництва добрив і інших сільськогосподарських входів теж обмежена і не встигає за попитом, тому обов'язково в якийсь момент часу в майбутньому їжу як ресурс буде теж вичерпано.

### Система невідновлюваних ресурсів
Система невідновлюваних ресурсів базується на  припущенні, що загальний обсяг наявних ресурсів обмежений (приблизно у 110 разів перевищує обсяг споживання в 1990-х роках як у моделі World3/91). Ці ресурси можуть бути вилучені і потім використовуватися для різних цілей в інших системах моделі. Важливим припущенням є те, що невідновлювані ресурси вилучені, а інші ресурси все важче добувати, що спричинює  все більший і більший попит на промислове виробництво з видобутку корисних копалин.

### Прогноз розвитку
В книжці "Dynamics of Growth in a Finite World" є декілька різних сценаріїв розвитку моделі. «Reference run» -  це сценарій, який «являє собою найбільш ймовірну поведінка системи, якщо процес індустріалізації в майбутньому буде дуже схожий на процес у минулому, і якщо технології з врахуванням змін продовжать розвиватися»:502 В цьому випадку, в 2000 році населення світу досягне шести мільярдів, а потім перейде на пік в сім мільярдів у 2030 році. Після цього населення буде знижується через підвищення смертності. У 2015 році обсяг промислового виробництва на душу населення і споживання продовольства на душу населення досягне піку в розмірі $375 на особу (в курсі долара за 1970) і 500 кг/людину в рослинному еквіваленті. Стійке забруднення досягне свого піку в 2035 році і в 11 разів перевищить показники за 1970-ті роки.:500

## Критика моделі
Модель World3 зазнала багато критики. Деяка походить від самих творців моделі, а інша в основному від економістів, проте й решта науковців наголошували на недоліки моделі.
Одним з основних критичних зауважень на адресу моделі є те, що воно просто не відображає реальності світу з 1970-х років, коли модель була вперше опублікована.[джерело?] Принаймні в одному з досліджень стверджується, що "30 років історичних даних порівнюються з основними характеристиками  бізнес-сценарію під назвою 'standard run' ", який береться за основу в моделі World3.

У книзі «Groping in the Dark: The First Decade of Global Modelling»,:129 Донелла Медоуз стверджує:
У нас є велика довіра до основних якісних припущень та висновків про нестабільність нинішньої глобальної соціально-економічної системи і загальних видів змін, які не приводили і не призведуть до стабільності. У нас є відносно велика впевненість у зворотному зв'язку-петлі структури моделі, з деякими винятками, які я перерахую нижче. У нас змішаний ступень достовірності числових параметрів моделі; деякі з них є відомі фізичні або біологічні константи, які навряд чи зміняться, деякі статистично підтверджені соціальні індексів, які цілком можуть змінитися, і деякі суто здогадки, які, можливо, тільки близькі до правильного порядку величин. Структурні припущення World3, що я вважаю найбільш сумнівним, щоб викликати занепокоєння, є:
- коефіцієнт постійного капіталу-виходу (що припускає відсутність зниження віддачі на капітал)
- залишковий характер інвестиційної функції
- неефективними внесок праці на виході

Детальна критика моделі є в книзі «Models of Doom: A Critique of the Limits to Growth».:905-908
Джуліан Лінкольн Саймон і Бйорна Ломборг обговорювали припущення про те, що модель робить. [джерело?] Перше припущення, що вони критикують-це допущення обмеження природних ресурсів. Вони також стверджують, що обмеження на сільськегосподарство є несправедливим, оскільки воно засновано тільки на припущенні обмеженої кількості землі.
Вацлав Сміл не погодився з комбінацією фізично різних процесів в спрощених рівняннях:
Але ті з нас, хто знав, про існування мови моделювання DYNAMO  і ті, хто розглядав моделі тільки порядково, зрозуміли, що ми мали справу з  дезінформацією, а не з моделлю, яка продукує цінну інформацію. Я був особливо вражений змінам зазначеним у Невідновлюваних ресурсах і забрудненні. Об'єднуючи разом всі ці  припущення  (наведу лише кілька десятків можливих прикладів) досить замінюваних але відносно обмежених ресурсів таких як рідке масло, яке зазначається як незамінний ресурс, але якого існують величезні родовища, так як і осадових фосфоритів, або короткоживучих атмосферних газів з довгоживучими радіоактивними відходами, що здалося мені досить безглуздим.:168
Однак, він вважає безперервне зростання світового ВВП проблемою:
Тільки широке поширення наукової неграмотності — все, що потрібно знати в цьому випадку, це як розв'язати рівняння {\displaystyle y=x*e^{rt}} — яке запобігає від звільнення більшість людей, а ідея сталого зростання здоровими темпами, на жаль, набагато більш трагічна, ніж комічна. Адже навіть ракові клітини перестають рости, тільки тоді коли вони вторглися в тканини і знищили їх.:338-339
Інші також  висунули свою критику, такі як Хеншо, Кінг і Зарнікау, яку було опубліковано в 2011 в Systems Energy Assessment  де відзначається, що методологія таких моделей може діяти емпірично, як модель світу, але не може також бути корисною для прийняття рішень. Вплив даних використовується в загальному і, як правило, збирається в залежності від місця впливу, що відображає процес який відбувається після стандартного вводу/виводу даних. Тих, хто насправді відповідає за економічні наслідки не визначено.
- Економічні мотиви викликають наслідки, які можуть також керувати ними, але які не будуть відображатися в моделі.
- Як уявна формальність, це може поставити під сумнів використання багатьох видів економічних моделей для прийняття рішень з питань стійкості.

Автори книги «Surviving 1,000 Centuries» вважають деякі прогнози занадто песимістичними, але деякі з них дають в загальному правильний прогноз.:4-5
…[Ми] прийшли до відомого дослідження, «Limits to Growth», опублікованого під егідою клубу "Рим" -  впливового приватного  органу. Перша спроба полягала у тому, щоб зробити повний системний аналіз стрімко зростаючої системи антропогенних біологічних ресурсів забруднення. У цьому аналізі було прийнято до уваги різноманіття взаємодій між різними частинами. Було зроблено висновок, що катастрофа чекає за рогом, через кілька десятиліть через брак ресурсів, забруднення та багатьох інших факторів. Тепер, 35 років потому, наш світ все ще існує, … Тому, можна оголосити  що «Limits to Growth» і, як наслідок, екологічні рухи можуть бути забуті. Це зовсім не потрапляє в ціль. Звичайно, часові рамки проблеми була занижені у «Limits to Growth» , даючи нам трохи більше часу, ніж ми думали. Крім того, протягом останніх трьох десятиліть було проведено  різні національні та міжнародні заходи, які змусили людство докласти зусиль щодо скорочення забруднення. Яскравим прикладом цього є Монреальський протокол (1987), що обмежує промислове виробництво фторуглеродов, які пошкоджують озоновий шар і створюють озонову діру над Антарктидою. Публікація книги «Limits to Growth» має в значній мірі сприяти створенню загальної готовність уряду розглянути такі питання. Технологічні зміни також призводять до підвищення ефективності використання енергії та інших ресурсів, але, найголовніше, попередження Мальтуса, нарешті, здобуло свою дію, як видно з боку обмеження населення політикою Китаю і, меншою мірою, Індії. Без такої політики, всі інші зусилля будуть марні. Тим не менш, основний «меседж» «Limits to Growth», що експоненційне зростання нашої цивілізації не може тривати дуже довго і необхідність ретельного регулювання планети, залишається настільки ж актуальним, як ніколи.